# Faye Harrison
Pour les articles homonymes, voir Harrison.
Faye Venetia Harrison, née le 25 novembre 1951, est une anthropologue américaine. Ses centres d'intérêt et de recherche incluent l'économie politique, le pouvoir, la diaspora, les droits de l'homme et les intersections de la race, du sexe et de la classe. Elle est professeure d'études afro-américaines et d'anthropologie à l'université de l'Illinois à Urbana-Champaign depuis 2014.
Elle est l'auteure de Decolonizing Anthropology: Moving Further toward an Anthropology for Liberation dont elle publie trois éditions (1991,1997, 2010) et a notamment écrit Outsider Within: Reworking Anthropology in the Global Age (2008).

## Biographie

### Jeunesse et études
Faye Venetia Harrison naît le 25 novembre 1951 aux États-Unis. Elle termine ses études de premier cycle à l'université Brown en 1974, obtenant un Bachelor of Arts (BA) en anthropologie. Pendant ses études, elle est soutenue par les professeurs Louise Lamphere et George Houston Bass. Lamphere joue un rôle essentiel dans la motivation de Harrison à étudier l'anthropologie. Houston Bass influence Harrison pour qu'elle apprécie et intègre l'art de la performance au sein de son université.
Après avoir obtenu son B.A, Harrison obtient la bourse Samuel T. Arnold pour poursuivre ses recherches de niveau universitaire de 1974 à 1975. Elle poursuit ses études à l'université de Stanford, où elle obtient une maîtrise (1977) et un doctorat (1982) en anthropologie. En tant qu'étudiante, elle reçoit des fonds de Fulbright-Hays (1978-1979), de la Fondation Wenner-Gren (1980-1981), de la Fondation Danforth (1981-1982) et de la Fondation Ford (1987-1988). Pendant son séjour à Stanford, elle étudie avec St. Clair Drake et Bridget O'Laughlin, dont elle dit qu'ils sont une influence majeure sur son approche de l'activisme antiraciste anthropologique et politique. Harrison est profondément influencée par St. Clair Drake et sa compréhension de la relation entre l'anthropologie et la politique raciale ainsi que l'histoire des anthropologues noirs.

### Vie privée
Harrison est mariée à William Conwill. William Conwill promeut le bien-être mental et la guérison de la santé mentale dans des cadres antiracistes et antisexistes. Il enseigne à l'Université d'Illinois. Ils ont trois fils. Son fils aîné, Giles Conwill, a suivi ses traces en obtenant son doctorat en anthropologie culturelle.

## Parcours académique
Harrison commence par être professeure adjointe à l'Université de Louisville (1983-1989) puis elle est professeure associée à l'Université du Tennessee-Knoxville (1989-1997). Elle est ensuite professeure associée adjointe du département d'anthropologie de l'Université de Binghamton, Université d'État de New York (SUNY) de 1996 à 1998 ; puis professeure d'anthropologie et directrice diplômée du programme d'études sur les femmes à l'Université de Caroline du Sud-Columbia (1997-1999) et professeure d'anthropologie à l'Université du Tennessee-Knoxville de 1999 à 2004.
Entre 2004 et 2014 Harrison est professeure d'études afro-américaines et d'anthropologie et professeure affiliée au Centre d'études latino-américaines et au Centre d'études féminines et de recherche sur le genre à l'Université de Floride. Lors d'un entretien avec l'université, « la réputation et le haut calibre du département d'anthropologie de l'université », selon Harrison sont un facteur majeur dans sa décision d'y enseigner. Harrison pense que l'université est « un excellent endroit pour former des étudiants diplômés intéressés par la diaspora africaine et les intersections de race, de sexe et de classe qui façonnent la vie socioculturelle et les pratiques politiques ».
Depuis 2014 à ce jour (janvier 2024), elle occupe le poste de professeure d'études afro-américaines et d'anthropologie, Université de l'Illinois à Urbana-Champaign. Harrison est également membre du corps professoral du Programme sur les femmes et le genre dans les perspectives mondiales, du Centre d'études africaines et du Centre d'études latino-américaines et caribéennes. Au sein de cette université Harrison apporte ses contributions à la politique et à l'histoire de l'anthropologie ainsi qu'aux études sur la diaspora afro-américaine et africaine, sur les féminismes africains et les droits de l'homme dans une perspective interculturelle.

### L'«anthro-performance»
Dans le cadre de sa méthodologie d'enseignement, Harrison pratique l'« anthro-performance », une combinaison d'ethnographie et de performance. Harrison utilise cette méthodologie pour dramatiser les informations anthropologiques qu'elle souhaite partager avec ses étudiants, ses collègues et le grand public. À cette fin, Harrison cherche à relier l'anthropologie à l'art en tant que moyen alternatif de production de connaissances, inspirant d'autres approches de l'anthropologie. Une performance notable de Harrison, Three Women, One Struggle (1990), utilise cette méthode pour mettre en évidence la façon dont les femmes noires pauvres vivent des réalités communes à l'échelle mondiale. Sa performance touche à la race, à la classe, au sexe et aux points communs entre différentes cultures. Camee Maddox Wingfield, universitaire à l'Université du Maryland, Comté de Baltimore, fournit un commentaire spécial du 50e anniversaire de l'ABA sur l'utilisation par Harrison de « l'anthropo-performance » en déclarant : « sa technique pédagogique d'« anthropo-performance » était une intervention passionnante en ce qu'elle défiait le normes élitistes d'enseignement et d'apprentissage dans les établissements universitaires avec lesquelles les étudiants des minorités et de la classe ouvrière sont souvent aux prises. ».

### Affiliations
Faye Harrison occupe de nombreux postes de direction et de membre tout au long de sa vie.
De 1989 à 1991, Harrison est présidente de l'Association of Black Anthropologists (en) (ABA). Elle siège au conseil d'administration de l'American Anthropological Association de 1990 à 1991 et de 1999 à 2001. Au cours de son mandat à l'ABA, elle travaille pour assurer la présence de l'ABA aux conférences et commissions de l'American Anthropological Association (AAA), et aide à lancer la revue de l'ABA Transforming Anthropology (publiée pour la première fois en 1990).
De 1999 à 2002, Harrison est membre du conseil consultatif d'un film de PBS, Race – The Genealogy of an Illusion. De 2001 à 2007, Harrison est membre du conseil consultatif de l'initiative « Comprendre la race et la variabilité humaine » de l'American Anthropological Association.
Elle sert deux mandats en tant que membre du comité exécutif de l'International Union of Anthropological and Ethnological Sciences (en) (IUAES) (2003-2013). Elle préside la Commission sur l'anthropologie de la femme de l'IUAES de 1993 à 2009. Elle en devient la présidente de 2013 à 2018, poste qui lui permet de collaborer avec des anthropologues du monde entier. C'est la première femme afro-américaine et la deuxième à occuper la présidence de l'IUAES,.
Harrison occupe également des postes de membre du comité de rédaction, notamment de Fire!!! The Multi-Media Journal on Black Studies (2011), dAnthropological Theory (2014-2020)  ainsi que dAmerican Anthropologist (2000-2005, 2016-2020). Elle est l'auteure de trois éditions de Decolonizing Anthropology (1991,1997, 2010).

## Travaux
Harrison affirme que l'un de ses principaux objectifs est de repenser l'anthropologie, comme le souligne son livre Outsider Within: Reworking Anthropology in the Global Age (2008), afin d'« étendre son héritage en tant qu'enseignante et modèle». Harrison est reconnue pour son leadership académique en plus de ses réalisations en tant qu'éducatrice. Au sein de l'anthropologie, elle écrit sur le racisme, la violence structurelle et le genre. Le travail de Harrison est inclus dans plusieurs anthologies d'études féministes et d'études sur la diaspora africaine.

## Réception critique
Harrison et d'autres anthropologues décolonialistes ont commencé à être critiqués. L'anthropologue Peter Pels, dont les recherches portent sur les peuples colonisés, a écrit que l'anthropologie ne devrait pas être décolonisée. Il a également écrit que les efforts de ses confrères anthropologues décoloniaux de sa génération et de celle de Harrison équivalaient au même travail que celui qui avait été accompli sous l'anthropologie postcoloniale. Il pense qu'une décolonisation complète de l'anthropologie pourrait amener les futurs anthropologues à répéter le racisme scientifique du passé. Il reproche également à l'anthropologie décoloniale d'oublier une idée centrale de la décolonisation, à savoir qu'il est impossible d'éviter une pensée façonnée par les normes européennes.

## Ouvrages majeurs

### Décoloniser l'anthropologie: aller plus loin vers une anthropologie de la libérationenanglais:Decolonizing anthropology: moving further toward an anthropology for liberation
Ce livre collectif est le résultat de la première session de l'Association of Black Anthropologists (en) (ABA) invitée lors d'une conférence de l'American Anthropological Association (AAA), donnée par Harrison et sa collègue Angela Gilliam en 1987, qui s'intitule également Decolonizing Anthropology. Harrison attribue au travail des anthropologues Bernard Magubane et James C. Faris la principale source d'inspiration de la conférence et, plus tard, de l'ouvrage.
Dans son introduction, Harrison souligne l'importance de lire le travail des intellectuels du Sud et de comprendre l'impact des intersections de race, de classe et de genre sur la conscience culturelle et le discours colonial. Harrison organise un dialogue autour de la réévaluation du domaine anthropologique et de la nécessité d'une plus grande contribution des personnes de couleur. Ses efforts pour mettre en lumière le phénomène de la décolonisation de l'anthropologie conduisent de nombreux chercheurs à intégrer cette idée dans leurs travaux et leurs stratégies académiques. Le projet décolonial participe à l'augmentation de l'approbation par les universités des programmes d'études noires, comme ceux de l'Université de Californie à Los Angeles, de l'Université de Pennsylvanie et de l'Université du Texas-Austin. Mais certains chercheurs anthropologues noirs réagissent à la décolonisation de l'anthropologie en quittant le domaine pour poursuivre des programmes connexes. 
La contribution d'Harrison aux idées entourant la décolonisation amène les chercheurs Jafari Sinclaire Allen et Ryan Cecil Jobson à poser de nouvelles questions telles que : « La décolonisation de l'anthropologie nécessite-t-elle des lieux institutionnels dans lesquels nous pouvons rencontrer et dialoguer avec davantage d'étudiants noirs, bruns et issus de la classe ouvrière ? » et « Comment, alors, nos pratiques d'érudition, d'enseignement de premier cycle et des cycles supérieurs et de travail administratif peuvent-elles servir le projet de décolonisation ?. 
Simon Coleman, dans le Routledge Companion to Contemporary Anthropology, décrit le volume édité Decolonizing Anthropology comme un « moment clé de réinvention » pour l'anthropologie des États-Unis, encourageant le recentrage du travail anthropologique par les personnes de couleur. « Pour que l'anthropologie de la liberté soit une réalité présente et future, les contributions théoriques des chercheurs du Tiers-Monde doivent passer d'une position trop souvent périphérique (imposée par l'accès financier et linguistique à ses conversations constitutives) au centre même de la discipline. ». 
A. Lynn Bolles, en 1994, relate que les essayistes de ce livre expliquent pourquoi ils pensent que les anthropologues devraient considérer et critiquer les structures de pouvoir et critiquer la culture et la politique du milieu universitaire. Il estime que ce travail montre les bénéfices et le potentiel de l'anthropologie décolonisée, qu'il convient d'approfondir. Il note que les essayistes de l'ouvrage soutiennent que le pouvoir et les privilèges dans les sociétés, y compris les sociétés industrielles, sont ce que les anthropologues devraient étudier.
Carole McGranahan et Uzma Z. Rizvi, dans Savage Minds, indiquent que cet ouvrage ouvre des perspectives sur d'autres disciplines comme l'épistémologie, la pédagogie, la méthodologie, les communautés, l'engagement politique.

### Le pouvoir persistant de la «race» dans l'économie culturelle et politique du racismeenanglais:The Persistent Power of «Race» in the Cultural and Political Economy of Racism
Dans cet ouvrage, Harrison illustre comment l'anthropologie a joué un rôle majeur tout au long de la formation et de la reconstruction de la « race », principalement en tant qu'instrument cognitif et réalité sociale. Face aux défis de l'idée biologique de race, plusieurs anthropologues ont adopté une approche «sans race» ainsi qu'une approche de variation intergroupe qui met l'accent sur la classification fondée sur l'ethnicité ainsi que sur les méthodes d'organisation. D'autre part, la forte dépendance à l'ethnicité a largement ignoré la persistance du racisme et ses terribles impacts sur les communautés locales, les États-nations et le système mondial. Pendant une grande partie de la dernière décennie, les anthropologues ont de plus en plus ravivé une curiosité à l'égard des causes subtiles mais parfois cachées ainsi que des pratiques de disparité raciale. La déflation accrue de la race dans le paysage socioculturel moderne, une racialisation des conflits ethno-nationalistes, les nombreuses traditions antiracistes de l'anthropologie et les différences intra-nationales et mondiales à travers les constructions raciales, comme les configurations historiquement ignorées de la blancheur, ont tous fait l'objet de nouvelles recherches.

### Pionniers afro-américains en anthropologie(éditrice)enanglais:African-American Pioneers in Anthropology
Cette collection est la première à examiner la vie de treize premiers universitaires afro-américains devenus anthropologues entre 1920 et 1955, soulignant à la fois les réalisations et les problèmes généraux qui relevaient le plus souvent du racisme implicite et parfois manifeste de l'époque. Ce livre décrit non seulement leurs carrières à l'intérieur et à l'extérieur de l'anthropologie, mais aussi les théories et les méthodes qu'ils ont utilisées et créées. 

### Retravailler l'anthropologie à l'ère de la mondialisationenanglais:Outsider Within: Reworking Anthropology in the Global Age
Outsider Within présente la voie vers une reconstruction minutieuse de l'anthropologie dans le but de discuter des problèmes de genre et de race en temps opportun. Les neuf améliorations clés apportées par Faye V. Harrison à la profession comprennent l'étude d'une manière éthique et politiquement précise, l'encouragement d'une plus grande variété dans l'ensemble de la profession, la refonte du concept et la contribution à un discours international aussi significatif. Harrison examine les contraintes ainsi que les possibilités de l'anthropologie d'abord du point de vue d'une femme afro-américaine, en s'appuyant sur des parties préparées au cours de son illustre mandat de vingt-cinq ans dans les études antillaises et afro-américaines. Elle voit également des points communs entre les individus indépendamment de leurs différences sociales, culturelles et idéologiques. Harrison exhorte les anthropologues de divers horizons climatiques, culturels et nationaux à communiquer pour surmonter les barrières évidentes de genre, ethniques et nationales afin de participer au dialogue.

## Publications

### Ouvrages
- (en-US) Faye Harrison, Association of Black Anthropologists et American Anthropological Association (seconde édition en 1997, troisième édition en 2010), Decolonizing anthropology : moving further toward an anthropology for liberation, Washington D.C., Association of Black Anthropologists, American Anthropological Association, 1991, 188 p. (ISBN 9780913167458, lire en ligne)
- (en-US) Faye Harrison, « Decolonizing anthropology : moving further toward an anthropology for liberation, 2nd edition », Anthropology News, vol. 40, no 2,‎ 1999, p. 31 (lire en ligne )
- (en-US) Faye Harrison, « The Persistent Power of « Race » in the Cultural and Political Economy of Racism », Annual Review of Anthropology, vol. 24,‎ 1995, p. 47-74 (OCLC 9964249199, lire en ligne)
- [Harrison et Harrison 1999] (en-US) Faye Harrison (éd.) et Ira E. Harrison (éd.), African-American pioneers in anthropology, Chicago, University of Illinois Press, 1999, 296 p. (ISBN 9780252067365, lire en ligne)
- (en-US) Faye Harrison, Resisting Racism and Xenophobia : Global Perspectives on Race, Gender, and Human Rights, Rowman Altamira, 2005, 300 p. (ISBN 978-0-7591-0482-2, lire en ligne)
- (en-US) Faye Harrison, Outsider within : reworking anthropology in the global age, Urbana, University of Illinois Press, 2008, 361 p. (ISBN 9780252032615, lire en ligne)

### Anthologies d'études féministes et d'études sur la diaspora africaine
- (en-US) Bernd Reiter et Kimberly Eison Simmons, Afrodescendants, Identity, and the Struggle for Development in the Americas, MSU Press, 2012, 344 p. (ISBN 9781628951639, lire en ligne)
- (en-US) Manning Marable et Vanessa Agard-Jones, Transnational Blackness : Navigating the Global Color Line, New York, Palgrave Macmillan, coll. « Critical Black studies series », 2008, 366 p. (ISBN 9780230602670, lire en ligne)
- (en-US) Ruth Behar et Deborah A. Gordon, Women Writing Culture, University of California Press, 1995, 457 p. (ISBN 9780520202085, lire en ligne)
- (en-US) Kevin A. Yelvington, Afro-Atlantic dialogues : anthropology in the diaspora, Santa Fe, School of American Research Press, coll. « School of American Research advanced seminar series », 2009, 501 p. (ISBN 9781930618459, lire en ligne)[30]
- (en-US) Louise Lamphere, Helena Ragone et Patricia Zavella, Situated Lives: Gender and Culture in Everyday Life, Routledge, 2014, 500 p. (ISBN 9781135250447, lire en ligne)
- (en-US) Chandra Talpade Mohanty, Russo et Lourdes Torres, Third World Women and the Politics of Feminism, Indiana University Press, 1991, 338 p. (ISBN 9780253206329, lire en ligne)[31]
- (en-US) Norman E. Whitten et Arlene Torres, Blackness in Latin America and the Caribbean, vol. 2 : Social Dynamics and Cultural Transformations : Eastern South America and the Caribbean, Indiana University Press, 1998, 176 p. (ISBN 9780253211941, lire en ligne)
- (en-US) Christa Craven et Dána-Ain Davis, Feminist activist ethnography : counterpoints to neoliberalism in North America, Lanham, Maryland, Lexington Books, 2014, 279 p. (ISBN 9780739191309, lire en ligne)

## Prix
- 2003 : Prix Hardy Liston, Jr. Symbole d'espoir[32].
- 2004 : Prix Société d'anthropologie de l'Amérique du Nord (SANA) pour ses réalisations exceptionnelles dans l'étude critique de l'Amérique du Nord[33].
- 2007 : Prix Zora Neale Hurston pour le mentorat, le service et la bourse ; Société anthropologique du Sud[34].
- 2007 : Prix du président, American Anthropological Association[35].
- 2010 : Prix Legacy Scholar, Association of Black Anthropologists[36].
- 2013 : Prix William R. Jones Outstanding Mentor, Florida Education Fund[37].
- 2018 : Prix du président, American Anthropological Association[35].
- 2018 : Prix Distinguished Service, Union Internationale des Sciences Anthropologiques et Ethnologiques[38].

## Bibliograhie
- [Allen et Jobson 2016] (en-US) Jafari Sinclaire Allen et Ryan Cecil Jobson, « The Decolonizing Generation : (Race and) Theory in Anthropology since the Eighties », Current Anthropology, vol. 57, no 2,‎ 2016, p. 129-148 (lire en ligne [PDF])
- (en-US) A. Lynn Bolles, « Decolonizing Anthropology: Moving Further toward an Anthropology for Liberation. Faye V. Harrison », American Ethnologist, vol. 21, no 4,‎ 1994, p. 900-901 (lire en ligne )
- (en-US) A. Lynn Bolles, « Decolonizing anthropology, An ongoing process », American Ethnologist, vol. 50, no 3,‎ 2023, p. 519-522 (lire en ligne)